# Alan Knight (historiador)

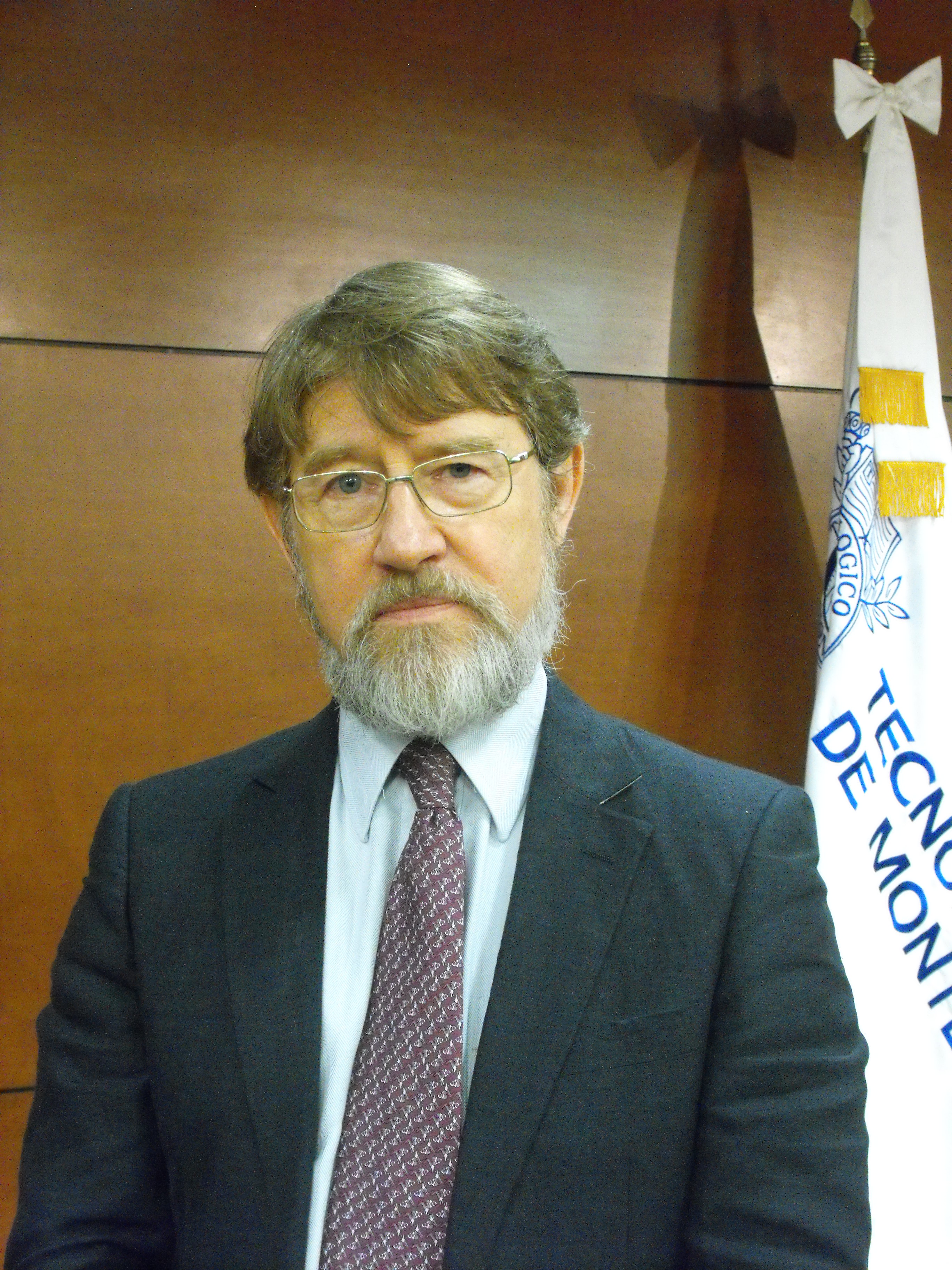
Alan Knight

Alan Knight (Londres, nascido em 6 de novembro de 1946) é professor e pesquisador de história latino-americana e ex-professor da Universidade de Oxford, na Inglaterra. Seu trabalho foi reconhecido com vários prêmios, incluindo a Ordem da Águia Asteca do governo mexicano.

## Carreira
A maior parte de seu trabalho de ensino e pesquisa está relacionada à história mexicana moderna, mas ele também ensina a história de outros países latino-americanos. Seu trabalho de pesquisa enfatiza o papel da sociedade agrária, construção do estado, convulsões revolucionárias, populismo e democracia. Ele acredita que o México é de "importância suprema" não apenas em termos da América Latina, mas globalmente.

## Principais publicações

### Livros
- Revolución, Democracia y Populismo en América Latina (Santiago. 2005) (Wilson)
- (ed.) Caciquismo in Twentieth-century Mexico. (London, 2005) 3-48pp.
- Mexico: from the Beginning to the Spanish Conquest (Cambridge, 2002)
- Mexico: The Colonial Era (Cambridge, 2002)
- (with J.C. Brown), The Mexican Petroleum Industry in the Twentieth Century. (Austin, 1992)
- The Mexican Revolution, v. 1. Porfirians, Liberals and Peasants and v. 2, Counter-revolution and Reconstruction. (Cambridge, 1986)
- US-Mexican Relations, 1910–1940: An Interpretation. (San Diego, 1987)
- Chapter on México, 1930–1946, in The Cambridge History of Latin America (Vol. VII, 1990)

### Outros
- Caciquismo in Twentieth-century Mexico (Institute for the Study of the Americas: Londres, 2005), 3–48
- México Since Independence (Cambridge, 2004)
- The Domestic Dynamics of the Mexican and Bolivian Revolutions, in Proclaiming Revolution: The Bolivian Revolution in Comparative Perspective (Londres, 2003), 54–90
- Mexico: The Colonial Era (Cambridge, 2002), xix + 353
- Subalterns, Signifiers and Statistics: Perspectives on Mexican Historiography. Latin American Research Review 37 no.2 (2002), 136–58
- Tres crisis de fin de siglo en M, in Crisis, reform y revolución (Cidade do México, 2002), 87–128
- The Weight of the State in Modern Mexico, in Studies in the Formation of the Nation State in Latin America (Londres, 2002), 212–253
- Democratic and Revolutionary Traditions in Latin America. Bulletin of Latin American Research 20(2) (2001), 147–86
- Britain and Latin America, 1800–1914, in The Oxford History of the British Empire, Volume 3, The nineteenth century (Oxford, 1999), 122–145
- Latin America, in The Oxford History of the Twentieth Century (Oxford, 1998), 277–291
- Populism and Neo-Populism in Latin America, especially Mexico. Journal of Latin American Studies 30 (1998), 223–248
- Habitus and Homicide: Political Culture in Revolutionary Mexico, em Citizens of the Pyramid: Essays on Mexican Political Culture (1997), 107–130